# Фольборт Олександр Федорович
Олександр Федорович Фольборт  (11 січня 1800 — 5 березня 1876 Санкт-Петербург) — російський мінералог і палеонтолог, доктор медицини. Член-кореспондент Імператорської академії наук з 1863 року.

## Біографія
Навчався у Петропавлівському училищі. Далі вступив на медичний факультет Тюбінгенського уіверситету. Вивчав медицину в Едінбурзі, Лондоні, Парижі. 1825 року здобув ступінь доктора медицини й хірургії від Берлінського університету.
Працював з 1827 року в Маріїнській лікарні Петербурга та в Експедиції заготівлі державних паперів, пізніше — в Обухівській лікарні, надалі — в медичній службі морського відомства.
У 1833 році став ад'юнкт-професором медико-хірургічної академії.

## Наукова діяльність
Відкрив ванадієво-кислу мідь, що утворює мінерал, названий академіком Германом Гессом на честь відкривача фольбортитом. Описав ордовикські відклади з околиць міста Павловська: цистоїдеї, бластоїдеї, трилобіти, брахіоподи.

## Наукові праці
Близько 20 опублікованих праць
- Volbort A. Uber die russischn Sphaeroniten, eingelenitet durch einige Betrachturngen uber die Arme der Cystideen // Verh. der Russ. Kais. Min. Gesellsch. zu St. Petersburg. 1845—1846.
- Ueber Baerocrinus, eine neue Crineideengattung aus Estland. "Bull. de l'Acad." 1864 г., т. VIII, стр. 171—181
- "Ueber die mit glatten Rumpfgliedern versehenen russischen Trilobiten, nebst einem Anhange über die Bewegungsorgane und das Herz derselben" ("Mém. de l'Acad.", 1862, т. VI, № 2)
- "Ueber einige neue estländische Illaenen" (ibid., 1864, т. VIII, № 9)
- "Ueber Achadocystites und Cystoblastus, zwei neue Crinoideengattungen" (ibid., 1870, т. XVI, № 2).
- "О цистобластях, новом роде морских лилий". Сборник СПб. минералог. общества,1867 г.
- "О новом слое в силурийской системе С.-Петербургской губернии". Записки СПб. минералог. общества, 1870.

## Пам'ять
На честь Фольборта названо низку видів викопних тварин.
Трилобіти
- Lonchodomas volborthi Schmidt, 1894
- Onchometopus volborthi Schmidt, 1898
- Denckmannites volborthi Wedekind, 1914
- Diaphanometopus volborthi Schmidt, 1881

Голкошкірі
- Volchovia volborthi
- Astroblastus volborthi Schmidt,
- Cheirocrinus volborthi Schmidt,
- Erinocystis volborthi Jaekel

Роди
- Volborthia Moeller[ru], брахіопода
- Volborthella[en], кембрійська тварина